# Richard Ng (Bischof)
Richard Ng (* 20. Juni 1966 in Kuching) ist ein malaysischer römisch-katholischer Geistlicher und  Bischof von Miri.

## Leben
Richard Ng trat im Jahr 1987 in das Knabenseminar in Kuching ein und studierte anschließend am Priesterseminar des Erzbistums Kuching. Am 18. Februar 1995 empfing er die Priesterweihe für das Erzbistum Kuching.
Nach verschiedenen Aufgaben in der Pfarrseelsorge studierte er von 1999 bis 2003 am Päpstlichen Bibelinstitut in Rom und erwarb das Lizenziat in biblischer Theologie. Nach der Rückkehr in die Heimatdiözese war er bis 2007 Dozent am Priesterseminar und anschließend Subregens. Im Jahr 2008 übernahm er als Regens die Leitung des Seminars. Seit 2003 war er zudem für die Bistumszeitschrift Today’s Catholic verantwortlich. Seit 2009 leitete er die Kommission für die soziale Kommunikation des Erzbistums. Seit 2010 war er außerdem geistlicher Assistent der Legio Mariae in der Kathedralpfarrei.
Papst Franziskus ernannte ihn am 30. Oktober 2013 zum Bischof von Miri. Die Bischofsweihe spendete ihm der Altbischof von Miri, Anthony Lee Kok Hin, am 25. Januar 2014. Mitkonsekratoren waren der Erzbischof von Kuching, John Ha Tiong Hock, und der Bischof von Sibu, Joseph Hii Teck Kwong.